# Junior-Uni Wuppertal
 (août 2016).
 (août 2016).

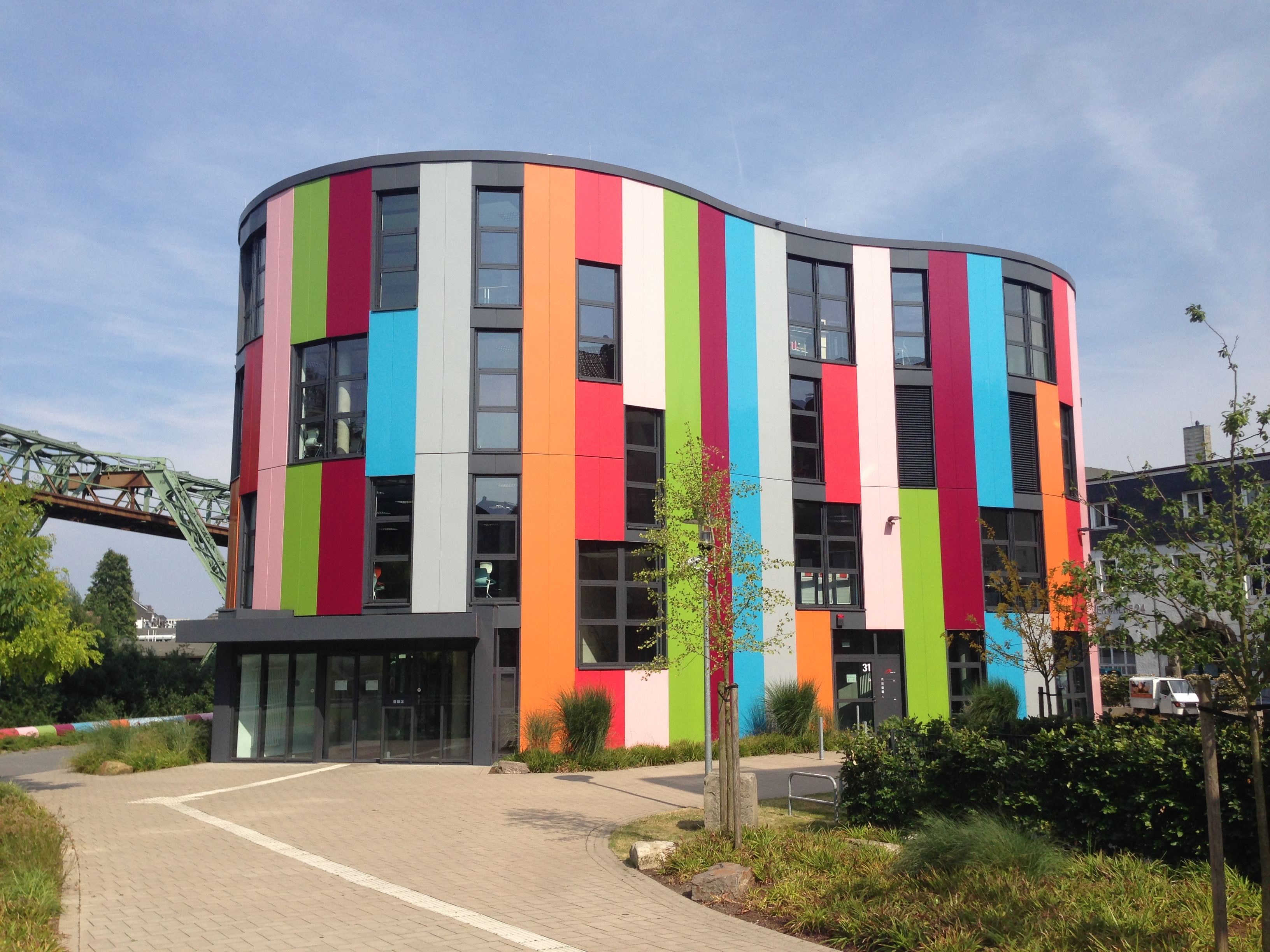
La nouvelle construction de la Junior University par les architectes Goedeking & Niedworok

La Junior-Uni est un organisme privé à but non lucratif d'éducation pour les enfants et les jeunes à Wuppertal avec les priorités de la science et de la technique. 
Contrairement à des initiatives dans certaines autres villes universitaires, il s'agit d'une institution autonome, ouverte pendant toute l'année avec son propre personnel et équipée de son propre campus.
Le budget de la Junior Uni est financé exclusivement par des moyens financiers privés. Le sponsor principal est la Fondation Jackstädt.
La Junior-Uni s'adresse aux enfants et aux adolescents âgés de quatre à vingt ans. L'objectif est, sans la rigidité des parcours scolaires, de créer un intérêt et un plaisir de découvrir et d'apprendre. Dès son début en 2008, plus de 40 000 places d'enseignement ont été occupées. L'objectif déclaré de la Junior-Uni est, en outre, de motiver de nombreux enfants issus des "milieux peu éduqués". Les frais d'inscription sont très faibles. Les évaluations ont montré que cet objectif est atteint.
Le programme de la Junior-Uni est essentiellement constitué de cours consistant de 4-8 séances à 90 minutes. 

## Liens
- Site de la Junior-Uni